# Plomelin
Plomelin is een gemeente in het Franse departement Finistère (regio Bretagne). De plaats maakt deel uit van het arrondissement Quimper. Plomelin telde op 1 januari 2022 4.216 inwoners.

## Geografie
De oppervlakte van Plomelin bedroeg op 1 januari 2022 26,08 vierkante kilometer; de bevolkingsdichtheid was toen 161,7 inwoners per km².

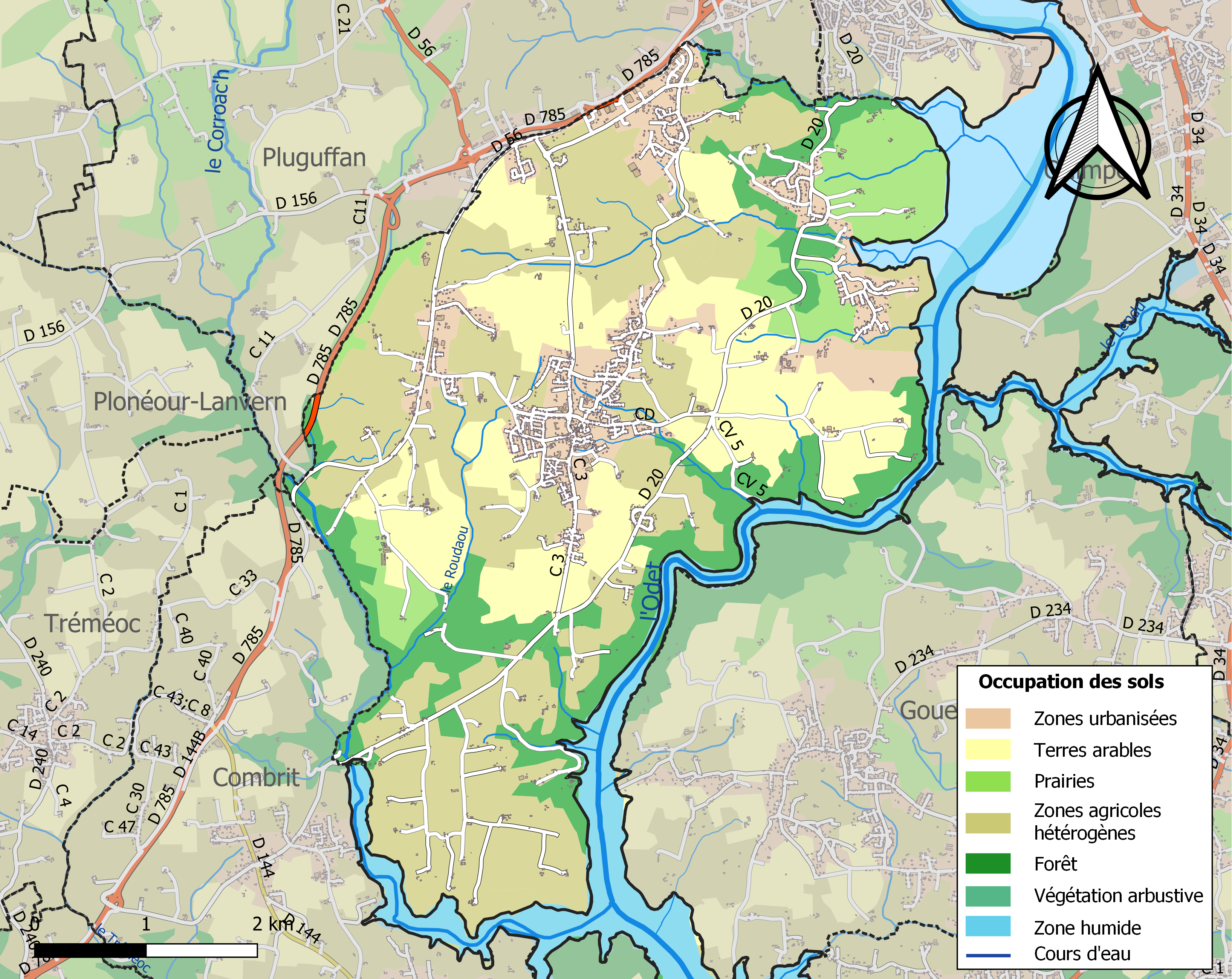
Kaart van de gemeente met belangrijkste infrastructuur, bodemgebruik en omliggende gemeenten

## Demografie
Onderstaande figuur toont het verloop van het inwonertal (bron: INSEE-tellingen).